# Rocky Marciano
Rocky Marciano, pseudonimo di Rocco Francis Marchegiano (Brockton, 1º settembre 1923 – Newton, 31 agosto 1969), è stato un pugile statunitense.
Soprannominato The Brockton Blockbuster ("Il bombardiere di Brockton"), è ritenuto uno dei migliori pugili di tutti i tempi. Fu campione del mondo dei pesi massimi dal 1952 al 1956 ed è l'unico campione dei pesi massimi della storia ad essersi ritirato imbattuto, difendendo il titolo sei volte.
Il suo palmarès è di 49 vittorie e nessuna sconfitta. Tra le sue 43 vittorie per KO (87,8%, record assoluto, di cui 20 entro la terza ripresa) figurano quelle contro pugili come Roland La Starza, Ezzard Charles, Jersey Joe Walcott e Joe Louis.
Il suo record d'imbattibilità fu battuto, in termini assoluti, 61 anni dopo dal welter Floyd Mayweather, che il 26 agosto 2017 vinse il suo 50º incontro contro Conor McGregor, tuttavia Marciano detiene tuttora tale record nell'ambito della categoria dei pesi massimi, e contro avversari di ben altra caratura.

## Caratteristiche tecniche
Tarchiato, solo all'apparenza tecnicamente grezzo, limitato da un allungo inferiore alla media dei massimi che lo costringeva a cercare costantemente la "distanza corta", Marciano aveva le sue doti migliori nell'aggressività e caparbietà, nella eccezionale resistenza fisica che spesso gli permetteva di aumentare il numero dei colpi con il passare dei round, nella grande capacità di incassare i colpi (con una particolare abilità nel limitarne i danni tramite dei repentini spostamenti del corpo e movimenti della testa) e, soprattutto, nel suo destro terrificante al quale ben pochi hanno resistito, che egli chiamava "Suzy Q" e che gli valse il soprannome di "The Brockton Blockbuster" (Il bombardiere di Brockton). Con tale pugno mandò al tappeto quasi tutti i suoi avversari, tra cui i maggiori pugili all'epoca.

## Biografia
Marciano nacque a Brockton, da Pierino (Quirino) Marchegiano e Pasqualina Picciuto, due emigrati italiani che avevano lasciato il paese nei primi anni del secolo. Quirino era originario di Ripa Teatina, in provincia di Chieti, mentre Pasqualina proveniva da San Bartolomeo in Galdo, in provincia di Benevento. Oltre a Rocco, i coniugi Marchegiano ebbero altri cinque figli, le tre femmine Alice, Concetta ed Elizabeth e i due maschi Louis e Peter. All'età di un anno il piccolo Rocco contrasse la polmonite, a causa della quale rischiò addirittura la vita. A 16 anni, grazie a lavori in cantiere, sviluppò un fisico possente e ottimo per praticare il pugilato. Nonostante tutto Rocco si avvicinerà a tale sport solo qualche anno più tardi. Nel 1943, all'età di circa 20 anni, si arruolò nell'esercito.
Dopo avere steso un australiano con un violento pugno destro durante una rissa in un pub di Cardiff, in Gran Bretagna, all'età di 24 anni incominciò ad avvicinarsi al pugilato con l'aiuto dello zio Mike, che gli procurò un manager, Gene Gaggiano. Il primo combattimento andò male perché fu squalificato dopo pochi minuti per scorrettezze. Si iscrisse successivamente a un torneo per dilettanti a Portland, dove arrivò in finale, ma perse dopo avere accusato un forte dolore alla mano destra. Il primo incontro da professionista gli venne offerto nel 1947 da Alli Colombo: Rocky Marciano batté con estrema facilità Lee Epperson, grazie al suo micidiale destro che colpì il pugile avversario al diaframma.
Rocco Marchegiano decise di alterare il suo nome in Rocky Marciano, più orecchiabile per gli americani. La carriera proseguì a gonfie vele con 17 incontri tutti vinti per KO, fra i quali uno nel 1948 contro il temuto Harry Bilazarian, incontro che Rocky vinse dopo circa 92 secondi, mandando al tappeto Harry con due potenti pugni. Costretto a una pausa dell'attività a causa di forti dolori alla schiena, appena tornato Marciano si ritrovò di fronte Carmine Vingo, un italo-americano come lui, ma di differente stazza fisica (era alto 193 cm contro i 179 di Marciano), che aveva alle spalle molti incontri vinti per KO. Vingo andò giù alla sesta ripresa, ormai privo di conoscenza, e venne portato d'urgenza in ospedale; dopo quella terribile sera non fu più in grado di combattere. Anche se Rocky vinse l'incontro, la fatica gli fece perdere i sensi e fu portato in ospedale, dove rimase per alcuni giorni, anche se non in condizioni gravi come l'avversario. Due incontri li vinse contro il pugile italiano Gino Buonvino, nel 1950 e 1952.

### Il match con Joe Louis
Nel suo palmarès figura anche una vittoria per KO all'8ª ripresa contro uno dei più grandi pugili della storia della boxe, ovvero il "Brown Bomber" Joe Louis, il 26 ottobre 1951 al Madison Square Garden. Louis venne atterrato da un potente montante, seguito da un altrettanto potente gancio. Tuttavia Louis fu sempre l'idolo di Marciano e dopo l'incontro nacque tra i due un'amicizia sincera, che portò Rocky ad aiutare il vecchio campione caduto in disgrazia dopo il ritiro, sia di salute sia finanziariamente.

### Campione del mondo dei pesi massimi
Vinse il titolo di campione del mondo il 23 settembre 1952 a Filadelfia, sconfiggendo per KO alla 13ª ripresa il campione del mondo in carica Jersey Joe Walcott, uno dei pesi massimi più forti e tecnicamente più dotati a cavallo tra gli anni 1940 e '50. Durante l'incontro Marciano venne messo a tappeto da Walcott, ma si rialzò immediatamente. L'incontro continuò sino al tredicesimo round, quando lo sfidante italoamericano atterrò il campione con un potente diretto, seguito da un gancio al volto, quando Walcott era già fuori gioco, appoggiato alle corde. Difese il titolo per altre 6 volte. Mandò al tappeto tutti i più grandi nomi della boxe di quegli anni, da Joe Jersey Walcott a Roland La Starza, passando per il già citato Joe Louis. In particolare Roland La Starza, imbattuto dopo 37 incontri, subì la prima sconfitta proprio contro Marciano.

Una fase del primo match Marciano vs Charles, 17 giugno 1954

Nel 1953 vi fu una rivincita tra i due e il match era carico di aspettative. Marciano ancora imbattuto e La Starza con un'unica sconfitta, incassata proprio contro il campione di Brockton Rocky Marciano. L'incontro si svolse praticamente alla pari sino alla sesta ripresa. Dalla settima ripresa in poi però il ritmo di Marciano sembrò aumentare costantemente di intensità e all'11º round un montante destro spedì La Starza fuori dalle corde. Quest'ultimo si rialzò subito, ma Marciano continuò a colpirlo senza lasciargli più spazio per alcuna iniziativa. Fu allora che l'arbitro fu costretto a interrompere l'incontro. La supremazia di Marciano in quegli anni sembrò a questo punto evidente. Tra i tanti avversari vi fu anche Archie Moore, talentuoso e temuto campione del mondo dei pesi mediomassimi per ben 10 anni, dal 1952 al 1962. Archie Moore era noto per le sue numerose vittorie per KO. Tuttora infatti detiene il record delle vittorie per knockout, ben 131. Ma anche Moore fu sconfitto per KO da Marciano che difese il titolo per la sesta volta con successo. Il match si tenne il 21 settembre 1955.
Nel 1962, dichiarò l'intenzione di tornare a combattere al fine di sfidare il neocampione dei pesi massimi Sonny Liston. Marciano, trentanovenne e proveniente da 7 anni di inattività, venne dissuaso dal rientro sia dalla moglie che dal suo manager, i quali gli sconsigliarono di riprendere l'attività agonistica.
Alla fine di luglio del 1969, poco prima della sua morte, Marciano partecipò alle riprese di The Superfight: Marciano vs. Ali. I due pugili sono stati filmati mentre si allenavano, poi il film è stato montato per abbinare una simulazione al computer di un ipotetico combattimento tra di loro, ognuno nel fiore degli anni. Andò in onda il 20 gennaio 1970, con una versione con Marciano vincente e la seconda versione con Ali vincente.
Morì in circostanze drammatiche nel 1969 il giorno prima del suo quarantaseiesimo compleanno, precipitando assieme al pilota del suo aereo privato, un Cessna 172, a Newton nello Iowa, durante un volo partito da Des Moines e condotto in condizioni atmosferiche definite proibitive dal pilota stesso. Venne sepolto nel Forest Lawn Memorial Gardens Cemetery di Lake City, Florida.

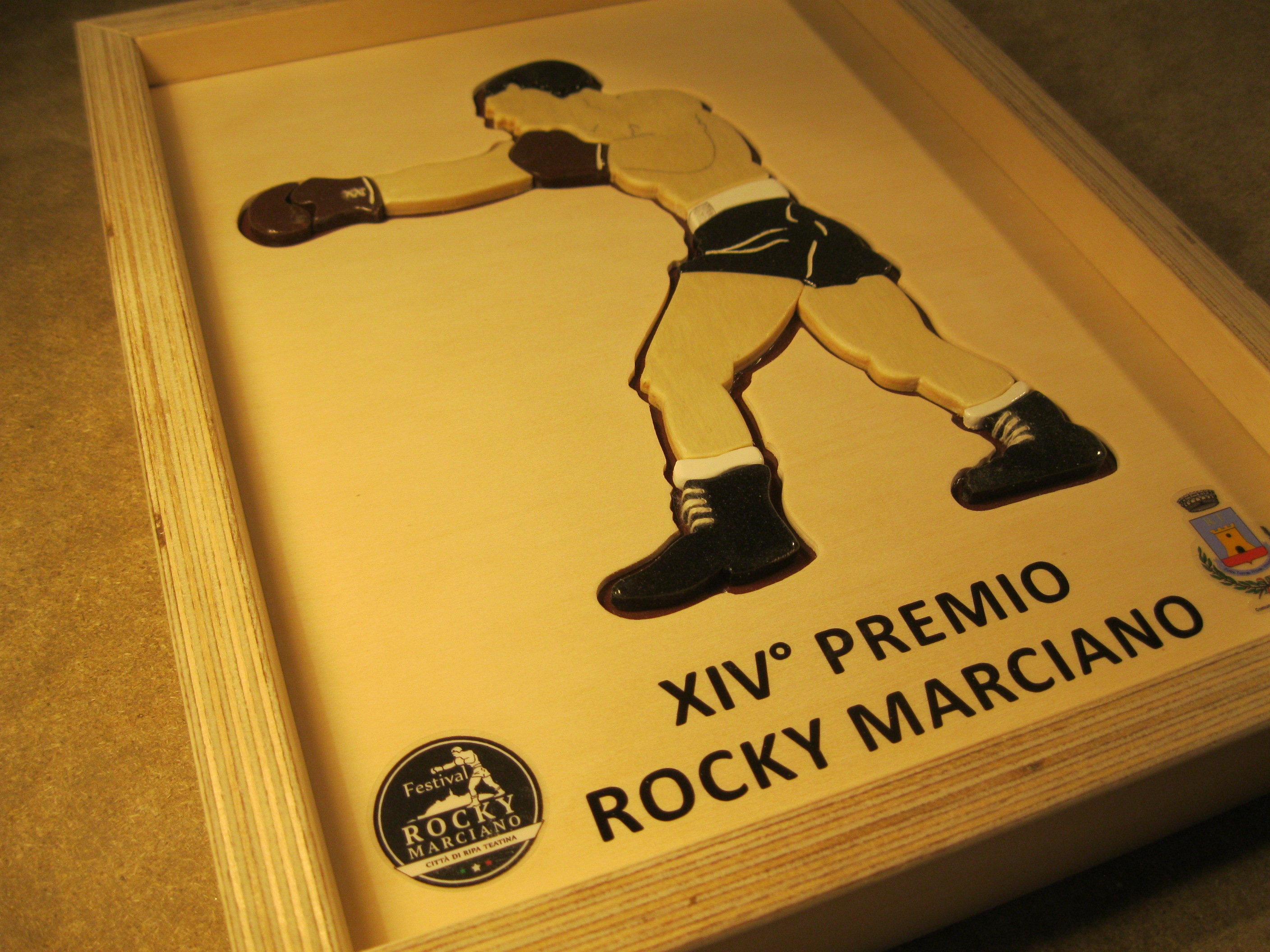
Targa del XIV Festival "Rocky Marciano" di Ripa Teatina (2018)

Nel 1990 la Pro Loco e i cittadini di Ripa Teatina fecero erigere un monumento in suo onore; dal 2005 ogni anno un premio in suo onore è assegnato allo sportivo abruzzese dell'anno.

## Riconoscimenti
La International Boxing Hall of Fame lo ha riconosciuto fra i più grandi pugili di ogni tempo.
La rivista Ring Magazine lo nominò Fighter of the year degli anni 1952, 1954 e 1955.
Tre suoi match furono nominati Ring Magazine fight of the year:
- 1952 - Rocky Marciano KO 13 Jersey Joe Walcott I vedi Jersey Joe Walcott vs. Rocky Marciano
- 1953 - Rocky Marciano KO 11 Roland La Starza II
- 1954 - Rocky Marciano KO 8 Ezzard Charles II vedi Rocky Marciano vs. Ezzard Charles

## Record sportivi
| N. | Risultato | Record | Avversario             | Tipo | Round, tempo  | Data               | Località                                             | Note                                                |
| -- | --------- | ------ | ---------------------- | ---- | ------------- | ------------------ | ---------------------------------------------------- | --------------------------------------------------- |
| 49 | Vinto     | 49–0   | Archie Moore           | KO   | 9 (15), 1:19  | 21 settembre, 1955 | Yankee Stadium, New York City, New York, U.S.        | Mantiene titoli The Ring e Lineare dei pesi massimi |
| 48 | Vinto     | 48–0   | Don Cockell            | TKO  | 9 (15), 0:54  | 16 maggio 1955     | Kezar Stadium, San Francisco, California, U.S.       | Mantiene titoli The Ring e Lineare dei pesi massimi |
| 47 | Vinto     | 47–0   | Ezzard Charles         | KO   | 8 (15), 2:36  | 17 settembre 1954  | Yankee Stadium, New York City, New York, U.S.        | Mantiene titoli The Ring e Lineare dei pesi massimi |
| 46 | Vinto     | 46–0   | Ezzard Charles         | UD   | 15            | 17 giugno 1954     | Yankee Stadium, New York City, New York, U.S.        | Mantiene titoli The Ring e Lineare dei pesi massimi |
| 45 | Vinto     | 45–0   | Roland La Starza       | TKO  | 11 (15)       | 24 settembre 1953  | Polo Grounds, New York City, New York, U.S.          | Mantiene titoli The Ring e Lineare dei pesi massimi |
| 44 | Vinto     | 44–0   | Jersey Joe Walcott     | KO   | 1 (15), 2:25  | 15 maggio 1953     | Chicago Stadium, Chicago, Illinois, U.S.             | Mantiene titoli The Ring e Lineare dei pesi massimi |
| 43 | Vinto     | 43–0   | Jersey Joe Walcott     | KO   | 13 (15), 0:43 | 23 settembre 1952  | Municipal Stadium, Filadelfia, Pennsylvania, U.S.    | Vince titoli The Ring e Lineare dei pesi massimi    |
| 42 | Vinto     | 42–0   | Harry Matthews         | KO   | 2 (10), 2:04  | 28 luglio 1952     | Yankee Stadium, New York City, New York, U.S.        |                                                     |
| 41 | Vinto     | 41–0   | Bernie Reynolds        | KO   | 3 (10), 2:21  | 12 maggio 1952     | Auditorium, Providence, Rhode Island, U.S.           |                                                     |
| 40 | Vinto     | 40–0   | Gino Buonvino          | KO   | 2 (10), 1:35  | 21 aprile 1952     | Auditorium, Providence, Rhode Island, U.S.           |                                                     |
| 39 | Vinto     | 39–0   | Lee Savold             | RTD  | 6 (10), 3:00  | 13 febbraio 1952   | Convention Hall, Filadelfia, Pennsylvania, U.S.      |                                                     |
| 38 | Vinto     | 38–0   | Joe Louis              | TKO  | 8 (10)        | 26 ottobre 1951    | Madison Square Garden, New York City, New York, U.S. |                                                     |
| 37 | Vinto     | 37–0   | Freddie Beshore        | KO   | 4 (10), 0:50  | 27 agosto 1951     | Boston Garden, Boston, Massachusetts, U.S.           |                                                     |
| 36 | Vinto     | 36–0   | Rex Layne              | KO   | 6 (10), 0:35  | 12 luglio 1951     | Madison Square Garden, New York City, New York, U.S. |                                                     |
| 35 | Vinto     | 35–0   | Willis Applegate       | UD   | 10            | 30 aprile 1951     | Auditorium, Providence, Rhode Island, U.S.           |                                                     |
| 34 | Vinto     | 34–0   | Art Henri              | TKO  | 9 (10), 2:51  | 26 marzo 1951      | Auditorium, Providence, Rhode Island, U.S.           |                                                     |
| 33 | Vinto     | 33–0   | Harold Mitchell        | TKO  | 2 (10), 2:45  | 20 marzo 1951      | Auditorium, Hartford (Connecticut), U.S.             |                                                     |
| 32 | Vinto     | 32–0   | Keene Simmons          | TKO  | 8 (10), 2:54  | 29 gennaio 1951    | Auditorium, Providence, Rhode Island, U.S.           |                                                     |
| 31 | Vinto     | 31–0   | Bill Wilson            | TKO  | 1 (10), 1:50  | 18 dicembre 1950   | Auditorium, Providence, Rhode Island, U.S.           |                                                     |
| 30 | Vinto     | 30–0   | Ted Lowry              | UD   | 10            | 13 novembre 1950   | Auditorium, Providence, Rhode Island, U.S.           |                                                     |
| 29 | Vinto     | 29–0   | Johnny Shkor           | TKO  | 6 (10), 1:28  | 18 settembre 1950  | Auditorium, Providence, Rhode Island, U.S.           |                                                     |
| 28 | Vinto     | 28–0   | Gino Buonvino          | TKO  | 10 (10), 0:25 | 10 luglio 1950     | Braves Field, Boston, Massachusetts, U.S.            |                                                     |
| 27 | Vinto     | 27–0   | Eldridge Eatman        | TKO  | 3 (10)        | 5 giugno 1950      | Auditorium, Providence, Rhode Island, U.S.           |                                                     |
| 26 | Vinto     | 26–0   | Roland La Starza       | SD   | 10            | 24 marzo 1950      | Madison Square Garden, New York City, New York, U.S. |                                                     |
| 25 | Vinto     | 25–0   | Carmine Vingo          | KO   | 6 (10), 1:46  | 30 dicembre 1949   | Madison Square Garden, New York City, New York, U.S. |                                                     |
| 24 | Vinto     | 24–0   | Phil Muscato           | TKO  | 5 (10), 1:15  | 19 dicembre 1949   | Auditorium, Providence, Rhode Island, U.S.           |                                                     |
| 23 | Vinto     | 23–0   | Pat Richards           | TKO  | 2 (8), 0:39   | 2 dicembre 1949    | Madison Square Garden, New York, New York, U.S.      |                                                     |
| 22 | Vinto     | 22–0   | Joe Dominic            | KO   | 2 (10), 2:26  | 7 novembre 1949    | Auditorium, Providence, Rhode Island, U.S.           |                                                     |
| 21 | Vinto     | 21–0   | Ted Lowry              | UD   | 10            | 10 ottobre 1949    | Auditorium, Providence, Rhode Island, U.S.           |                                                     |
| 20 | Vinto     | 20–0   | Tommy DiGiorgio        | KO   | 4 (10), 2:04  | 26 settembre 1949  | Auditorium, Providence, Rhode Island, U.S.           |                                                     |
| 19 | Vinto     | 19–0   | Pete Louthis           | KO   | 3 (10)        | 16 agosto 1949     | New Page Arena, New Bedford, Massachusetts, U.S.     |                                                     |
| 18 | Vinto     | 18–0   | Harry Haft             | KO   | 3 (10), 2:21  | 18 luglio 1949     | Auditorium, Providence, Rhode Island, U.S.           |                                                     |
| 17 | Vinto     | 17–0   | Don Mogard             | UD   | 10            | 23 maggio 1949     | Auditorium, Providence, Rhode Island, U.S.           |                                                     |
| 16 | Vinto     | 16–0   | Jimmy Evans            | TKO  | 3 (10)        | 2 maggio 1949      | Auditorium, Providence, Rhode Island, U.S.           |                                                     |
| 15 | Vinto     | 15–0   | Jimmy Walls            | KO   | 3 (10), 2:44  | 11 aprile 1949     | Auditorium, Providence, Rhode Island, U.S.           |                                                     |
| 14 | Vinto     | 14–0   | Artie Donato           | KO   | 1 (10), 0:33  | 28 marzo 1949      | Auditorium, Providence, Rhode Island, U.S.           |                                                     |
| 13 | Vinto     | 13–0   | Johnny Pretzie         | TKO  | 5 (10), 1:46  | 21 marzo 1949      | Auditorium, Providence, Rhode Island, U.S.           |                                                     |
| 12 | Vinto     | 12–0   | Gilley Ferron          | TKO  | 2 (6), 2:21   | 14 dicembre 1948   | Convention Hall, Filadelfia, Pennsylvania, U.S.      |                                                     |
| 11 | Vinto     | 11–0   | James Patrick Connolly | TKO  | 1 (8), 1:57   | 29 novembre 1948   | Auditorium, Providence, Rhode Island, U.S.           |                                                     |
| 10 | Vinto     | 10–0   | Bob Jefferson          | TKO  | 2 (6), 2:30   | 4 ottobre 1948     | Auditorium, Providence, Rhode Island, U.S.           |                                                     |
| 9  | Vinto     | 9–0    | Gilbert Cardone        | KO   | 1 (4), 0:36   | 30 settembre 1948  | Uline Arena, Washington, U.S.                        |                                                     |
| 8  | Vinto     | 8–0    | Bill Hardeman          | KO   | 1 (6)         | 20 settembre 1948  | Auditorium, Providence, Rhode Island, U.S.           |                                                     |
| 7  | Vinto     | 7–0    | Humphrey Jackson       | KO   | 1 (6), 1:08   | 13 settembre 1948  | Auditorium, Providence, Rhode Island, U.S.           |                                                     |
| 6  | Vinto     | 6–0    | Jimmy Weeks            | TKO  | 1 (6), 2:50   | 30 agosto 1948     | Auditorium, Providence, Rhode Island, U.S.           |                                                     |
| 5  | Vinto     | 5–0    | Eddie Ross             | KO   | 1 (6), 1:03   | 23 agosto 1948     | Auditorium, Providence, Rhode Island, U.S.           |                                                     |
| 4  | Vinto     | 4–0    | Bobby Quinn            | UD   | 4             | 9 agosto 1948      | Auditorium, Providence, Rhode Island, U.S.           |                                                     |
| 3  | Vinto     | 3–0    | John Edwards           | KO   | 1 (4), 1:19   | 19 luglio 1948     | Auditorium, Providence, Rhode Island, U.S.           |                                                     |
| 2  | Vinto     | 2–0    | Harry Bilazarian       | TKO  | 1 (4)         | 12 luglio 1948     | Auditorium, Providence, Rhode Island, U.S.           |                                                     |
| 1  | Vinto     | 1–0    | Lee Epperson           | KO   | 3 (4), 0:42   | 17 maggio 1947     | Valley Arena Gardens, Holyoke, Massachusetts, U.S.   |                                                     |

## Influenza culturale
- È citato in diversi film; in due film della saga di Rocky: Rocky e Rocky V. Nel primo Mickey osserva un manifesto nella casa di Rocky, dicendogli che il suo modo di boxare glielo ricorda; nel secondo in un flashback Mickey afferma di aver avuto in regalo da lui un suo gemello, che donerà a Rocky. In Qualcuno volò sul nido del cuculo da Jack Nicholson, mentre parla delle sue "vittorie", in Poveri ma belli, in A spasso nel tempo - L'avventura continua, in Bronx e in Il principe cerca moglie.[20]
- Al campione protagonista dell'anime giapponese Rocky Joe (Joe Yabuki nell'originale) è stato dato tale nome per il pubblico italiano per avvicinare la potenza del personaggio a quella di Marciano.
- In Hajime no Ippo, un avversario di Ippo Makunouchi, Sendo Takeshi, viene soprannominato Rocky in onere del pugile italo-americano per la potenza dei suoi pugni.
- È citato nella canzone Boxe di Ivano Fossati, contenuta nell'album Panama e dintorni del 1981.
- È citato nella canzone Rap Soprano dei Club Dogo, contenuta nel loro album di debutto Mi Fist del 2003.
- Dal suo nome deriva direttamente lo pseudonimo del rapper new yorkese Roc Marciano.

## Filmografia
- The Super Fight, regia di Murray Woroner (1970)

## Film sulla sua vita
- Rocky Marciano, regia di Charles Winkler - Film TV (1999)